# Hải Nam, Thanh Hải
Châu tự trị dân tộc Tạng Hải Nam (tiếng Trung: (海南藏族自治州), Hán Việt: Hải Nam Tạng tộc Tự trị châu, là một châu tự trị tại tỉnh, Thanh Hải, Cộng hòa Nhân dân Trung Hoa. Diện tích châu tự trị này là 45.895 km2. Dân số 375.426 người. Các dân tộc chính là: người Tạng: 62,77%, người Hán: 28.06%, người Hồi: 6,97%.

## Các đơn vị hành chính
Châu tự trị Hải Nam quản lý các đơn vị thị hạt khu (quận nội thành) và các huyện:

### Cácquận nội thành
Không có quận nội thành

### Cáchuyện
- Cộng Hòa (共和县)
- Đồng Đức (同德县)
- Quý Đức (贵德县)
- Hưng Hải (兴海县)
- Quý Nam (贵南县)